# Glenville (Minnesota)
Glenville è una città degli Stati Uniti d'America, situata in Minnesota, nella contea di Freeborn.